# Proslogion
Il Proslogion (termine grecizzante per "colloquio") è un saggio di teologia che il monaco e filosofo cattolico Anselmo d'Aosta scrisse tra il 1077 e il 1078. Si tratta della più nota delle opere del corpus anselmiano: vi è infatti esposta la dimostrazione a priori dell'esistenza di Dio detta "argomento ontologico", la quale è considerata una pietra miliare della storia della filosofia.

## Inquadramento dell'opera
Anselmo compose il Proslogion tra il 1077 e il 1078, mentre era priore dell'abbazia normanna di Notre-Dame du Bec. Si trattava della sua seconda opera importante, la prima dopo il Monologion del 1076.
Nel Monologion Anselmo aveva proposto diversi argomenti a posteriori per dimostrare l'esistenza di Dio, tutti basati su una considerazione fondamentalmente platonico-agostiniana: si riscontra che gli oggetti dell'esperienza sono caratterizzati da gradi diversi di bontà, perfezione ed esistenza, e si ammette, per principio, che se le cose sono più o meno buone o perfette, o dotate di una pienezza ontologica maggiore o minore, è a seconda che partecipino in modo più o meno diretto dell'unico principio del bene, della perfezione e dell'essere assoluti che è Dio, in virtù del quale le cose create ottengono la loro porzione finita di bontà, di perfezione e di esistenza (ma anche di ogni altro attributo positivo che si trovino ad avere); da ciò deriva che Dio deve esistere come principio da cui le cose finite derivano per le qualità positive da cui sono caratterizzate.
Nonostante considerasse validi e definitivi questi suoi argomenti, Anselmo ne era in parte insoddisfatto e si mise quindi alla ricerca di una dimostrazione dell'esistenza di Dio più semplice e autosufficiente. Ritenendo, dopo un'affannosa ricerca, di averla trovata, la espose nel Proslogion.
Inizialmente Anselmo aveva pensato di intitolare l'opera Fides quaerens intellectum, "la fede alla ricerca della comprensione", espressione che sintetizza bene la concezione anselmiana del rapporto che deve sussistere tra ragione e fede: la fede è il principio di ogni conoscenza, ma la ragione ha il diritto e anzi il dovere di chiarire e, nei limiti del possibile, comprendere i contenuti della rivelazione. Lo spirito con cui Anselmo scrisse il Proslogion fu quello di «colui che si sforza di innalzare la sua mente a contemplare Dio e cerca di intendere ciò che crede» (Prosl., Proemio). Con riferimento al fatto che il testo è strutturato come un discorso dell'autore che si rivolge in seconda persona a Dio, il titolo fu poi cambiato, su consiglio di Ugo di Lione, divenendo Alloquium de ratione fidei ("colloquio sulla razionalità della fede") così come il titolo del Monologion, che inizialmente era Exemplum meditandi de ratione fidei ("esempio di meditazione sulla razionalità della fede"), venne cambiato in Monoloquium de ratione fidei. Infine i due nomi Monoloquium e Alloquium vennero grecizzati rispettivamente in Monologion e Proslogion (due termini che però non esistono in greco) e de ratione fidei fu fatto cadere in entrambi i titoli.

## Contenuto
Il Proslogion si apre con un proemio in cui Anselmo riassume i motivi che l'hanno spinto a intraprendere la stesura dell'opera e a darle il suo titolo definitivo. Segue, nel capitolo I, un'invocazione in cui l'autore assume un atteggiamento di contemplazione e ricerca di carattere agostinianamente introspettivo e supplica Dio di rivelarsi all'uomo, il quale, dopo la caduta, si trova impossibilitato a risollevarsi da solo: «Il tuo servo ansioso del tuo amore [...] anela di vederti ed è troppo lontano dal tuo volto. [...] Sono stato fatto per vederti / e non ho ancora fatto ciò per cui sono stato fatto» (Prosl., cap. I). Sempre nel capitolo I, Anselmo rende esplicita la necessaria priorità della fede rispetto all'indagine razionale che rende Dio, almeno in parte, conoscibile per l'uomo: «Insegnami a cercarti e mostrati a me che ti cerco, / poiché non posso cercarti, se tu non me lo insegni, / e non posso trovarti, se tu non ti mostri. [...] Hai creato in me questa tua immagine / affinché, memore di te, ti pensi e ti ami. Ma questa immagine è così [...] offuscata dal fumo dei peccati / che non può fare ciò per cui è stata fatta, / se tu non la rinnovi e la riformi» (Prosl., cap. I). Per Anselmo l'intervento della grazia divina è condizione necessaria affinché l'uomo possa uscire dal suo stato di corruzione e giungere a conoscere Dio. L'uomo con le sue sole forze è impotente, e anche per questo è necessario che egli creda per intendere anziché intendere per credere.

### La dimostrazionea prioridell'esistenza di Dio
Al capitolo II, Anselmo presenta il suo argomento per la dimostrazione a priori dell'esistenza di Dio. Il fondamento di tale argomento è una definizione creduta per fede e non, ad esempio, un'evidenza empirica, il che ne fa appunto una costruzione a priori in contrapposizione agli argomenti a posteriori (basati cioè su considerazioni di fatto) che erano stati esposti nel Monologion. Dunque, scrive Anselmo rivolgendosi direttamente a Dio, «noi crediamo che tu sia qualcosa di cui non può pensarsi nessuna cosa maggiore» (Prosl., cap. II).
Ora, secondo Anselmo, anche chi nega l'esistenza di Dio, come lo «stolto» di cui parlano i Salmi (XVI, I e LIII, I), quando sente la definizione di Dio come «qualcosa di cui non può pensarsi nessuna cosa maggiore» intende ciò che sente; e «ciò che intende è nel suo intelletto, anche se egli non intende che ciò esiste» (Prosl., cap. II). Per spiegare questo punto, l'autore ricorre a una similitudine: lo «stolto» si trova in una situazione paragonabile a quella del pittore che intende ciò che è in procinto di dipingere, e lo ha quindi nel suo intelletto, anche se non intende che ciò esiste sulla tela (non prima di averlo dipinto).
Ma, prosegue Anselmo, se per assurdo ciò di cui non si può pensare il maggiore esistesse solo nell'intelletto, allora si potrebbe pensarlo come esistente anche di fatto, e poiché ciò che esiste non solo nell'intelletto, ma anche nella realtà, è maggiore di ciò che esiste solo nell'intelletto, si avrebbe che ciò di cui non si può pensare il maggiore non è ciò di cui non si può pensare il maggiore, il che è contraddittorio. In altre parole:
Di conseguenza se ciò di cui non può pensarsi nessuna cosa maggiore esiste nel solo intelletto, ciò di cui non può pensarsi nessuna cosa maggiore è cio di cui può pensarsi una cosa maggiore. Questo evidentemente non può essere. Dunque, senza dubbio, qualcosa di cui non può pensarsi nessuna cosa maggiore esiste sia nell'intelletto che nella realtà.»
(Prosl., cap. II.)
Ciò di cui non può essere pensato il maggiore, poi, non può essere nemmeno pensato come non esistente: se infatti potesse anche solo essere pensato come non esistente non sarebbe più ciò di cui non può essere pensato il maggiore, poiché ciò che non può essere concepito come non esistente è maggiore di ciò che può esserlo (Prosl., cap. III). Anselmo afferma quindi che l'ente di cui non può essere pensato il maggiore è Dio, e che solo Dio, poiché è il solo che non può essere concepito se non come esistente, possiede l'esistenza al massimo grado e in modo necessario, diversamente dalle cose create che gli sono inferiori.
Ma allora, si chiede Anselmo, come è possibile che lo «stolto» neghi l'esistenza di Dio, o anche solo concepisca Dio come non esistente? La risposta a questa domanda si trova al capitolo IV: c'è, nel termine "pensare", un'equivocità, ovvero il termine può essere inteso in due modi che, se confusi, rischiano di determinare errori nel ragionamento e contraddizioni, come quella che sorgerebbe se in effetti lo «stolto» potesse pensare Dio come non esistente anche se Dio è ciò che non può essere pensato come non esistente. Per Anselmo, è diverso "pensare" certe parole e "pensare" ciò che certe parole significano. «Nel primo modo si può pensare che Dio non esiste, ma nel secondo modo no» (Prosl., cap. IV). Chi nega l'esistenza di Dio pensa dei segni a cui non si accompagnano significati, cioè pronuncia (tra sé o ad alta voce) parole vuote, che tradiscono il fatto che non ha compreso che Dio è ciò di cui non può essere pensato il maggiore. Chi intende questo, chi cioè pensa a Dio nel secondo senso della parola "pensare", non può pensare Dio come non esistente.
In modo analogo a Sant'Anselmo e agli altri santi Dottori della Chiesa, anche negli scritti di Tommaso d'Aquino l'autore spesso si rivolge a Dio in modo diretto e personale.
Anselmo procede con una dimostrazione per assurdo che nega l'ipotesi iniziale ("Dio è ciò di cui nulla può dirsi maggiore"), mentre Tommaso sviluppa la prova ex gradu delle cinque vie, muovendo da questo comune assunto. L'Aquinate definì Dio come la perfezione, la massima quantità possibile di ogni qualità, utilizzando le due parole latine  "Sommo Bene" unicamente come sinonimo di Dio. 

In quanto "già al massimo" grado, non ulteriormente aumentabile, ogni qualità in Dio è priva di qualsiasi potenza e divenire verso un atto, e perciò Dio è chiamato anche Atto puro: perfectio in latino significa anche "compimento", attuazione del fine.
La frase Dio è ciò di cui nulla può dirsi maggiore è un'affermazione, in forma negativa, in cui due negazioni affermano (secondo lo spinoziano Omnis determinatio est negatio, confermato anche nella logica moderna). 

Essa non è equivalente, ma alla sua verità consegue che Dio è il massimo grado di ogni qualità: secondo il principio aristotelico, noto nella Scolastica, per il quale il "Tutto è maggiore della somma delle parti", Dio è inteso come:
1. "massimo (numerico, quantitativo) di ogni singola qualità", presa separatamente dalle altre,
2. maggiore della somma di tutte queste qualità prese insieme e nel loro massimo grado possibile, maggiore della somma delle quantità massime in ogni qualità.

Per questo, Dio è trascendente, vale a dire più e oltre ogni qualità: di lui, o non si può dire nulla (se non un'apparente tautologia nel biblico io sono colui che sono, citato dagli autori), oppure si afferma Dio come "Sommo Bene", "Somma Giustizia", ecc. consapevoli che si tratta di approssimazioni opportune, che pur potendosi riferire soltanto ed esclusivamente a Dio, non sono comunque mai identiche al suo nome e alla sua sostanza.

### La definizione
La definizione di Dio come "ciò di cui nulla può dirsi maggiore" trova un riscontro biblico in Ebrei 6:13-14: "Quando infatti Dio fece la promessa ad Abramo, non potendo giurare per uno superiore a sé, giurò per sé stesso, dicendo: Ti benedirò e ti moltiplicherò molto".

Nell'Antico Testamento, Dio si rivela come Io sono colui che sono, affermandosi come Essenza e come Nunc stans. In questa autodefinizione di Dio, Egli non fornisce di Sé alcuna altra qualità, nome o predicato, come ci si attende da un essere che necessariamente non può mentire per sua natura: qualsiasi qualità sarebbe una verità parziale, non esaustiva dell'insieme infinito di predicati che caratterizzano la Triunità di Dio.

### Le proprietà divine
La seconda parte del Proslogion, quantitativamente preponderante rispetto alla prima (occupa infatti i capitoli V-XXVI), è dedicata alla deduzione, a partire dall'argomento con cui si è dimostrata l'esistenza di Dio, delle principali caratteristiche di questo ente personale di cui nulla può essere pensato il maggiore.
Dalla stessa definizione che si è data di Dio, in considerazione del fatto che un ente che dipendesse da altro non sarebbe ciò di cui non può essere pensato il maggiore, risulta che egli è il solo ente che dipende unicamente da sé stesso per la sua esistenza, cioè il «Sommo Ente, il solo che esiste per sé» (Prosl., cap. V). Più in generale, «Dio è tutto ciò che è meglio essere che non essere» (Prosl., cap. V), ovvero è caratterizzato da tutti (e soli) gli attributi positivi, che è meglio avere piuttosto che non avere (gli esempi di Anselmo sono bontà, giustizia, verità).
Anselmo nota però una serie di apparenti antinomie: ci sono una serie di caratteri positivi – come la sensibilità (intesa come capacità di sentire), la misericordia, l'onnipotenza – che è meglio avere che non avere e che, tuttavia, sembrano contraddire altri caratteri positivi di Dio – rispettivamente l'incorporeità (poiché Dio è Spirito), l'impassibilità, la bontà (poiché Dio è impossibilitato a fare il male). Anselmo ritiene però di poter appianare queste contraddizioni.
Dio ha una sensibilità, ma la sensibilità non è che una forma di conoscenza; Dio, che conosce tutto, può dunque essere in possesso di una sensibilità pur non essendo corporeo (poiché la corporeità è inferiore alla pura spiritualità) (Prosl., cap. VI). Dio non è in grado di fare ogni cosa poiché, per esempio, non può corrompersi né mentire; tuttavia egli può essere detto onnipotente, perché quella di corrompersi, così come quella di mentire, non è una potenza ma un'impotenza; in altre parole, le cose che Dio non può fare costituirebbero, se le potesse fare, una diminuzione e non un accrescimento della sua potenza e della sua perfezione (Prosl., cap. VII). Dio è misericordioso, ma ciò non compromette la sua impassibilità; egli infatti è misericordioso dal punto di vista degli uomini, ma non dal suo proprio: la sua azione è misericordiosa nei confronti degli uomini, ma egli non è affetto dalla compassione (che è appunto una passione, che implica il fatto di sentirsi tristi per la tristezza altrui) (Prosl., cap. VIII).

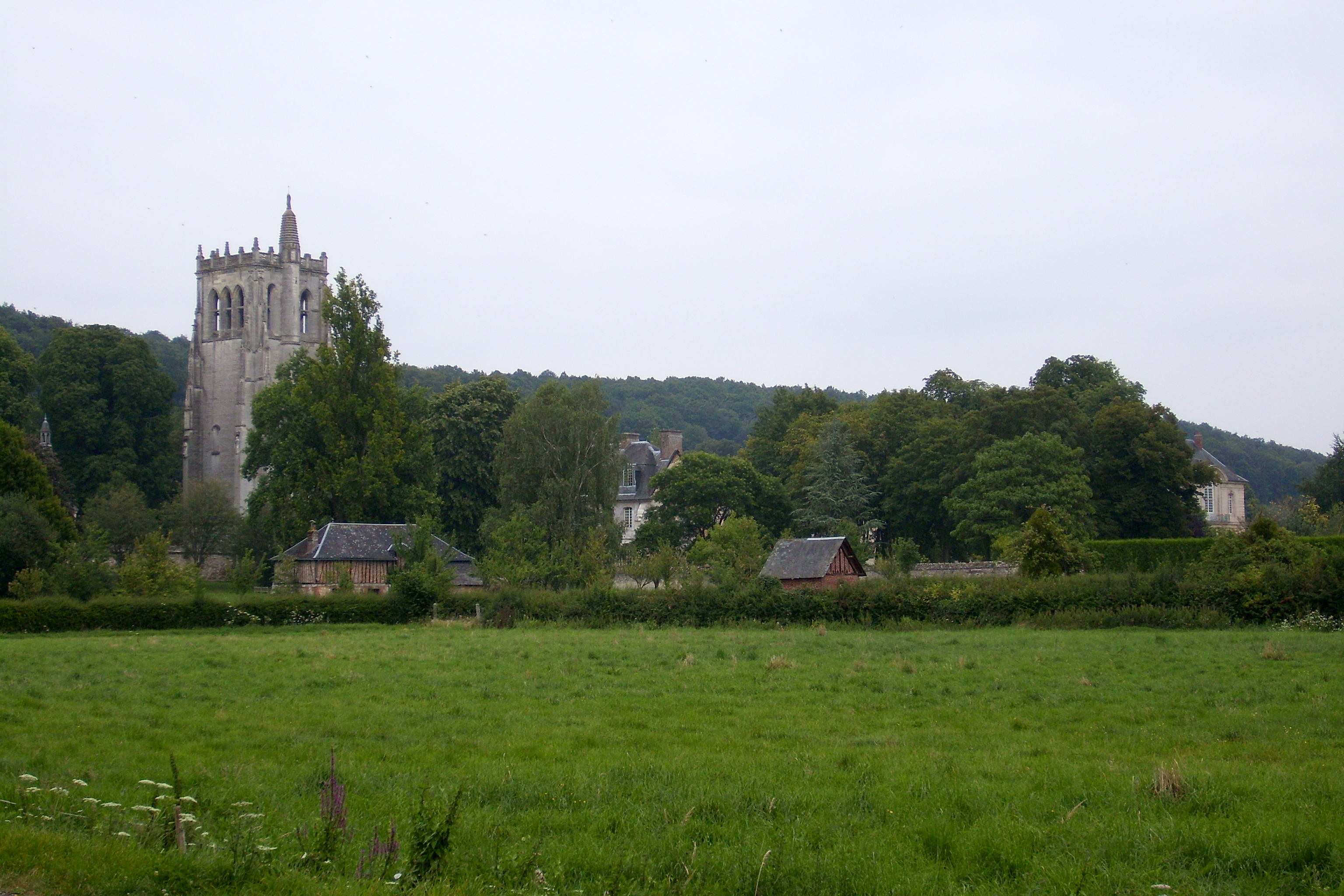
L'aspetto odierno dell'abbazia di Notre-Dame du Bec, di cui Anselmo era priore all'epoca della stesura del Proslogion (1078).

Nei capitoli successivi emerge una nuova apparente antinomia, che ha a che fare con la misericordia e la giustizia di Dio: se Dio è buono, come ci si aspetta da colui che ha tutte le qualità che è preferibile avere piuttosto che non avere, dovrebbe perdonare i malvagi, cioè essere sommamente misericordioso; ma, se egli è giusto, come pure ci si aspetta dall'ente che ha tutte le perfezioni, egli dovrebbe premiare i buoni e punire i malvagi (Prosl., cap. IX). In altri termini, si chiede Anselmo, come è possibile che al tempo stesso sia giusto (in quanto conseguenza della misericordia di Dio) che i malvagi siano perdonati e (in quanto conseguenza della giustizia di Dio) che essi siano puniti? La soluzione sta nuovamente nella scoperta di un equivoco nei punti di vista: «Tu giustamente punisci i malvagi, perché ciò si conviene ai loro meriti; e tu giustamente perdoni i malvagi, perché ciò si addice non ai loro meriti, ma alla tua bontà. In questo modo, perdonando i malvagi, tu sei giusto, dal tuo e non dal nostro punto di vista, e sei misericordioso, dal nostro e non dal tuo punto di vista» (Prosl., cap. X).
Anselmo passa quindi a considerare gli attributi di Dio sotto il particolare aspetto legato al fatto che egli è completamente autosufficiente, nella sua infinità, e non trae che da sé stesso tutte le sue caratteristiche: «Tutto ciò che tu sei, lo sei per te stesso e non per altro. Di conseguenza tu sei la stessa vita di cui vivi, la stessa sapienza per cui sai, e la bontà per cui sei buono coi buoni e coi malvagi, e così per gli altri attributi simili» (Prosl., cap. XII).
Al capitolo XIII, Anselmo spiega che Dio è l'unico ente illimitato ed eterno, che cioè non comincia a esistere né finisce nello spazio così come nel tempo. Passa quindi a giustificare il fatto che sia Dio sia gli spiriti creati (tra cui per esempio le anime degli uomini) sono considerati illimitati ed eterni: gli spiriti creati sono illimitati ed eterni e allo stesso tempo non lo sono, poiché essendo in un luogo spaziale o temporale possono sempre essere anche altrove, ma non dovunque, mentre Dio, che è «illimitato ed eterno in modo singolare» (Prosl., cap. XIII), è sempre in ogni luogo e in ogni altro, spazialmente e temporalmente. Le cose limitate, dal canto loro, sono quelle che essendo in un certo luogo spaziale o temporale non possono essere altrove.
In Anselmo rimane però dell'insoddisfazione, poiché, pur avendo trovato che Dio esiste, che possiede tutte le perfezioni e che anzi è esso stesso il principio perfetto da cui tutte le perfezioni discendono, la sua anima non sente la presenza di Dio e non intende interamente ciò che Dio è: «[L'anima mia] si sforza di vedere di più ma, oltre ciò che ha visto, non vede null'altro che tenebre; in verità essa non vede tenebre, poiché in te non ci sono, ma vede che essa non può vedere di più a causa delle sue tenebre» (Prosl., cap. XIV). In Dio non c'è altro che luce, e le tenebre appartengono solo all'occhio umano; ma la luce di Dio è per l'uomo abbagliante e, come si vede nel capitolo XV, egli è dunque «non solo ciò di cui non può pensarsi nessuna cosa maggiore, ma [...] anche più grande di tutto ciò che può essere pensato» (Prosl., cap. XV).
Dio è ora paragonato a una luce di per sé troppo intensa per essere guardata, la quale tuttavia rende possibile la visione di tutte le altre cose. Si tratta di una luce onnipervasiva, che tuttavia si sottrae a una visione diretta. Scrive l'autore, che rivolgendosi in seconda persona alla luce divina torna sul tema dall'insufficienza dell'intelletto umano: «Sei tutta presente ovunque / e io non ti vedo» (Prosl., cap. XVI). Non si tratta tuttavia di un'insufficienza del solo intelletto: Dio (che, come si è visto al capitolo VI, è capace di sensibilità, e dunque dovrebbe essere oggetto a sua volta dei sensi) si sottrae alla percezione della vista, dell'udito, del tatto, dell'olfatto e del gusto umani, intorpiditi dal peccato e capaci di avere esperienza solo dei corpi creati (Prosl., cap. XVII).
Nel capitolo XVIII Anselmo insiste nuovamente sulla frustrazione a cui vanno incontro i tentativi dell'anima umana di avvicinarsi a Dio e di conoscerlo, ma passa poi a spiegare la ragione di tali incapacità: l'intelletto conosce ciò che può scomporre in parti, mentre Dio non solo è perfettamente unitario e identico a sé stesso, ma si identifica con la stessa unità e si sottrae per principio all'analisi da parte di qualsivoglia intelligenza. In ogni tempo e in ogni luogo Dio esiste come un'unità priva di parti. I molteplici attributi divini di cui si è finora parlato, poi, non sono parti di Dio, bensì «ciascuno di essi è tutto ciò che tu [Dio] sei e ciò che tutti gli altri sono» (Prosl., cap. XVIII).
In Dio, assolutamente unitario, non possono darsi parti spaziali né successioni temporali, cosicché la sua infinità spaziale non è a sua volta nello spazio, bensì lo contiene, e la sua eternità non si svolge tra passato, presente e futuro, cioè non si svolge nel tempo, bensì lo contiene. Dio si trova oltre spazio e tempo, e spazio e tempo sono in lui (Prosl., cap. XIX). Dio è oltre le cose in un molteplice senso: perché, così come esisteva prima dell'inizio di tutti gli enti creati, esisterà dopo la loro fine; perché non dipende per la sua esistenza dalle creature, le quali invece dipendono da lui per la loro; e perché è sempre completamente presente a sé stesso nella sua eternità oltre il tempo, mentre le cose immerse nella dimensione temporale non hanno ancora presente il proprio futuro e non hanno più presente il proprio passato (Prosl., cap. XX).
I capitoli che seguono trattano questioni dottrinali come il significato dell'espressione, ricorrente nelle formule liturgiche, "secoli dei secoli" (Prosl., cap. XXI); l'idea che solo Dio sia ciò che egli è e colui che è (Prosl., cap. XXII); la Trinità (Prosl., cap. XXIII). Per quanto riguarda quest'ultimo argomento, già oggetto di una vasta trattazione nel Monologion, Anselmo identifica il Figlio con il Verbo divino, che esprime Dio Padre e che non è quindi né maggiore né minore di esso, e lo Spirito Santo con l'Amore divino, con cui il Padre e il Figlio amano ciascuno sé stesso e l'altro e che procede da entrambi, nell'«unità sommamente semplice e [nel]la semplicità sommamente una» (Prosl., cap. XXIII).
Negli ultimi tre capitoli dell'opera Anselmo si interroga sulla qualità e quantità del bene che le anime trovano in Dio; l'autore sostiene dapprima che si tratta di una misura di amore e gaudio superiore ai beni terreni quanto il creatore è superiore alle creature (Prosl., cap. XXIV); passa quindi a elencare i beni di cui può godere chi gode del bene supremo che è Dio e spiega inoltre che, poiché l'amore è una gioia tanto maggiore quanto maggiore è la gioia della cosa amata, l'amore dell'anima beata per Dio, per le altre anime beate e per sé stessa è così grande da superare addirittura la capacità che il cuore, la mente e l'anima umana hanno di godere (Prosl., cap. XXV); infine, Anselmo prega affinché il suo amore per Dio, che ora è grande nella speranza, giunga infine alla pienezza oltre la vita terrena, e che lo stesso accada per la sua conoscenza di Dio e per il godimento che ne deriva (Prosl., cap. XXVI).

## Le critiche di Gaunilone all'argomento ontologico e la risposta di Anselmo
Le pagine più famose del Proslogion, quelle in cui (nei capitoli II-IV) Anselmo presenta il suo argomento per la dimostrazione a priori dell'esistenza di Dio, hanno suscitato nel corso dei secoli interminabili discussioni, dividendo di fatto i filosofi in due grandi «gruppi dottrinali»: quello dei pensatori propensi ad accettare la validità della prova anselmiana e quello di coloro che sono risultati inclini piuttosto a criticarla. Già durante la vita di Anselmo, verosimilmente nel 1078, un monaco benedettino dell'abbazia di Marmoutier di nome Gaunilone criticò tale prova in un testo intitolato Liber pro insipiente (Libro a difesa dello stolto), al quale Anselmo rispose nel Liber apologeticus adversus respondentem pro insipientem (Libro apologetico contro la risposta in difesa dello stolto); da allora, per volontà dello stesso Anselmo, il Proslogion venne sempre riprodotto con il corredo di questa doppia appendice.
La critica di Gaunilone ad Anselmo si articola su due punti principali. In primo luogo, il monaco di Marmoutier contesta il passaggio dall'esistenza nel pensiero all'esistenza nella realtà: egli sostiene che, come si possono pensare innumerevoli oggetti inesistenti, o anche impossibili, senza che per questo essi esistano al di fuori dell'intelletto, così ogni inferenza dall'esistenza di Dio nel pensiero alla sua esistenza fattuale è in linea di principio sbagliata. È rimasto famoso il controesempio di Gaunilone all'argomento di Anselmo, che riguarda l'«Isola Perduta»:
(Liber pro insipiente, cap. VI.)
In secondo luogo, Gaunilone sostiene che la definizione di Dio come «ciò di cui non può essere pensato il maggiore» non è così comprensibile, per l'intelletto umano, come Anselmo vorrebbe. Tale nozione, anzi, sarebbe superiore alle possibilità dell'esperienza umana e si sottrarrebbe al contempo, per la sua stessa natura, a ogni conoscenza per analogia: risulterebbe dunque una nozione inaccessibile all'uomo e chi la pronunciasse, tra sé o ad alta voce, non pronuncerebbe in effetti altro che parole di cui non capisce il senso – esattamente come, in accordo con quanto sostiene lo stesso Anselmo (Prosl., cap. IV), accade allo «stolto» che nega l'esistenza di Dio. Secondo Gaunilone è impossibile ricondurre Dio sotto un genere (e a maggiore sotto una specie) proprio perché egli è ciò di cui non può essere pensato niente di maggiore (e, anzi, è maggiore di tutto ciò che può essere pensato); perciò è impossibile comprenderne veramente l'essenza, benché sia possibile pensare una sua definizione come ciò di cui non può essere pensato il maggiore; e dunque la certezza del credente nell'esistenza di Dio può solo riposare su un atto di fede. Per quanto riguarda il resto del Proslogion, invece, Gaunilone elogia Anselmo, condividendo la sua tesi che Dio si colloca oltre le possibilità di comprensione dell'intelletto umano.
Nella sua risposta alle obiezioni di Gaunilone, Anselmo torna su entrambe le questioni. Egli insiste sul fatto che il passaggio necessario dall'esistenza nel solo intelletto all'esistenza nella realtà è valido solo per ciò di cui non può essere pensato il maggiore, e non per le cose finite che, come l'«Isola Perduta», possono senza contraddizione essere pensate come non esistenti. Inoltre, egli afferma, benché Dio in effetti non possa essere sussunto sotto una specie o un genere, il suo concetto come ciò di cui non può essere pensato il maggiore è necessariamente presente nell'intelletto umano e può, fino a un certo punto, essere compreso: l'esperienza delle cose finite porta infatti l'uomo a concepire una scala di perfezioni al culmine della quale si colloca un ente infinito e assolutamente perfetto.
È stato notato che, con questa considerazione, Anselmo dà parzialmente ragione a Gaunilone e riconduce la prova a priori del Proslogion alla prova a posteriori del precedente Monologion, ammettendo che il concetto di ciò di cui non può essere pensato il maggiore si origina dall'esperienza. In tal modo l'autosufficienza della prova del Proslogion può risultare compromessa, ma viene stabilita tra questo testo e il Monologion una continuità che fa delle due opere altrettanti momenti di un unico argomento per l'esistenza di Dio, in cui tale esistenza viene dimostrata inizialmente a partire da osservazioni empiriche, assicurando nel contempo la legittimità della definizione di Dio come ciò di cui non può essere pensato il maggiore, e quindi viene dimostrato che a partire da tale definizione risulta che Dio non è concepibile se non come dotato dell'esistenza.

## Fortuna dell'opera
I capitoli del Proslogion in cui Anselmo espone il suo argomento a priori per la dimostrazione dell'esistenza di Dio (battezzato da Immanuel Kant, con una scelta secondo alcuni criticabile, "argomento ontologico") sono i più famosi dell'intera produzione dell'autore. Essi, considerati un punto di riferimento di importanza capitale per la storia della filosofia occidentale, hanno generato nel corso dei secoli una notevole mole di scritti sia critici che apologetici. Gilson scrisse a proposito della rilevanza dell'argomento di Anselmo: «le sue implicazioni sono tanto ricche che il solo fatto di averle ammesse o rifiutate è sufficiente a determinare il gruppo dottrinale a cui una filosofia appartiene. [...] Ciò che è comune a tutti coloro che l'ammettono è l'identificazione dell'essere reale con l'essere intelligibile concepito col pensiero; ciò che è comune a tutti coloro che ne condannano il principio è il rifiuto di porre un problema d'esistenza separato da un dato esistente empiricamente».
Dopo Gaunilone, l'argomento di Anselmo venne citato da Guglielmo d'Auxerre e ripreso criticamente da diversi altri pensatori nel XIII secolo, tra cui i più degni di nota sono Tommaso d'Aquino e Bonaventura da Bagnoregio: il primo contestò la validità di tale dimostrazione, il secondo la difese. Oltre a Bonaventura, altri dottori della Chiesa, tra cui Enrico di Gand e Alberto Magno, accettarono la prova anselmiana. Nel Medioevo anche Alessandro di Halese Duns Scoto si espressero sull'argomento, entrambi condividendolo, anche se Duns Scoto sostenne che la formulazione sarebbe stata più appropriata se anziché dal concetto di "Dio" Anselmo fosse partito dal concetto di "ente".
Nel XVII secolo Cartesio riprese a sua volta l'argomento, considerandolo valido e apprezzando la sua indipendenza da considerazioni di carattere empirico. Passando tramite Cartesio, una dimostrazione simile alla prova a priori di Anselmo entrò anche nel sistema metafisico dell'Ethica di Spinoza, il quale dimostrava l'esistenza della sostanza (poi identificata con Dio stesso) sulla base del fatto che, per la definizione stessa della sostanza, la sua essenza implica l'esistenza. Leibniz sostenne la validità in sé della dimostrazione, ma contestò un'apparente leggerezza da parte di Anselmo: il filosofo tedesco sosteneva infatti che l'autore del Proslogion avesse davvero dimostrato che, se Dio (inteso come l'essere massimamente perfetto) è possibile, allora è necessario, ma affermava che non avesse dimostrato che è possibile se non con argomenti a posteriori.
Nel XVIII secolo l'argomento fu oggetto di critiche da parte di Hume e soprattutto di Kant: quest'ultimo in particolare, nella Critica della ragion pura, evidenziò che l'esistenza non può essere considerata un predicato (non senza cadere nelle contraddizioni messe in evidenza dai filosofi della scuola eleatica) e che, dunque, non si può dire che l'esistenza è un predicato positivo che un Dio di cui non può essere pensato il maggiore non potrebbe non avere. Hegel, nel XIX secolo, tornò a difendere la dimostrazione di Anselmo affermando che in Dio essenza ed esistenza coincidono, e che la distinzione tra le due è tipica esclusivamente del mondo materiale. Secondo Bertrand Russell, l'argomento «è ancora alla base del sistema di Hegel e dei suoi seguaci, e riappare nel principio di Bradley: "Ciò che può essere e dev'essere, è"». La dimostrazione anselmiana piacque inoltre a Vincenzo Gioberti e Antonio Rosmini, che se ne appropriarono modificandola.

### Annotazioni
1. ↑  È stato sottolineato che, così come nel Monologion Dio era stato collocato da Anselmo oltre la capacità umana di una completa comprensione, così nel Proslogion, coerentemente, la definizione che l'autore propone non è tale da esaurire il concetto di Dio riconducendolo interamente all'interno dei limiti dell'intelletto finito dell'uomo: Dio non è quanto di più grande l'uomo possa pensare, bensì ciò di cui non può essere pensato il maggiore, e quindi si colloca dinamicamente sempre in coincidenza del limite del pensabile o poco oltre esso. Cfr. Colombo, 1990, pp. 45-46.
2. ↑  Nella concezione di Anselmo, alle spalle della quale si trova il neoplatonismo di Plotino, Porfirio, Ambrogio e Agostino, il male è privo di un'autonoma positività ontologica: esso corrisponde a una mancanza di essere (e quindi a una mancanza di Dio, che è puro essere). Cfr. Simonetta, 2011, pp. 440, 479.

### Fonti
1. ↑  Lorenzo Pozzi, Introduzione, in  Anselmo d'Aosta, Proslogion, a cura di Lorenzo Pozzi, Milano, BUR, 2012,  p. 9, ISBN 978-88-17-16902-8.
2. ↑  Pozzi 2012, pp. 6-7.
3. 1 2  Stefano Simonetta, Anselmo d'Aosta, in  Franco Trabattoni, Antonello La Vergata, Stefano Simonetta, Filosofia, cultura, cittadinanza – La filosofia antica e medievale, Firenze, La Nuova Italia,  p. 476, ISBN 978-88-221-6763-7.
4. ↑   Étienne Gilson, La filosofia nel Medioevo, Firenze, La Nuova Italia, 1973,  p. 293, ISBN non esistente.
5. ↑  Gilson, 1973, pp. 293-295.
6. 1 2 3  Gilson, 1973, p. 296.
7. ↑   Giuseppe Colombo, Invito al pensiero di Sant'Anselmo, Mursia, 1990,  p. 44, ISBN 88-425-0707-5.
8. ↑  Gilson, 1973, pp. 291-293.
9. 1 2 3 4 5 6 7 8 9 10 11 12 13 14 15 16 17 18  Pozzi, 2012.
10. ↑  Pozzi, 2012, p. 63n.
11. ↑  Colombo, 1900, p. 47.
12. ↑  Pozzi, 2012, p. 79n.
13. ↑  Gilson, 1973, p. 291.
14. ↑  Colombo, 1990, pp. 46-49.
15. ↑  Colombo, 1990, p. 51.
16. ↑  Colombo, 1990, p. 52.
17. ↑   Ebrei 6:13-14, su La Parola - La Sacra Bibbia in italiano in Internet.
18. 1 2 3 4 5 6 7 8 9  Simonetta, 2011, p. 479.
19. ↑   Giovanni 4:24, su laparola.net.
20. ↑  Pozzi, 2012, p. 142n.
21. 1 2  Gilson, 1973, p. 298.
22. ↑  Pozzi, 2012, p. 35.
23. 1 2  Simonetta, 2011, p. 478.
24. ↑  Colombo, 1990, pp. 56-57.
25. 1 2  Pozzi, 2012, p. 36.
26. 1 2  Gilson, 1973, p. 297.
27. ↑  Pozzi, 2012, pp. 38-39, 184n.
28. ↑  Pozzi, 2012, p. 39.
29. 1 2  Pozzi, 2012, p. 41.
30. 1 2  Colombo, 1990, p. 61.
31. ↑  Simonetta, 2011, pp. 478-479.
32. ↑  (EN) Thomas Williams, St. Anselm of Canterbury, su Internet Encyclopedia of Philosophy. URL consultato il 31 marzo 2014.
33. ↑  Gilson, 1973, p. 303.
34. 1 2  Colombo, 1990, p. 132.
35. ↑   Nicola Abbagnano, Giovanni Fornero, Filosofi e filosofie nella storia, vol. 1, Torino, Paravia, 1992,  p. 359, ISBN 88-395-0331-5.
36. ↑  Colombo, 1990, pp. 132-133.
37. ↑   Emanuela Scribano, Guida alla lettura dell'"Etica" di Spinoza, Roma-Bari, Laterza, 2008,  pp. 17-18, ISBN 978-88-420-8732-8.
38. 1 2 3  Colombo, 1990, p. 133.
39. ↑   Piergiorgio Odifreddi, Il diavolo in cattedra – La logica da Aristotele a Gödel, Torino, Einaudi, 2003,  p. 272, ISBN 88-06-18137-8.
40. ↑   Bertrand Russell, Storia della filosofia occidentale, traduzione di Luca Pavolini, Milano, Longanesi, 1966,  p. 548.
41. ↑   Giovanni Rossignoli, Disegno storico-teorico della filosofia, Torino, Società Editrice Internazionale, 1933,  p. 72.